# زندگی و روزگار اسکروج مک داک

جلد کمیک بوک،طراحی توسط دن روزا

زندگی و روزگار اسکروج مک داک (انگلیسی: The Life and Times of Scrooge McDuck) نام یک مجموعه کمیک است که توسط دن روزا ساخته شده است. این مجموعه کمیک بوک در ادامه کمیک عمو اسکروج ساخته شده است.